# Ann Lee
Ann Lee (nacida Annerley Gordon el 12 de noviembre de 1967, en Sheffield, Yorkshire del Sur, Inglaterra) es una cantante británica de Pop y Europop, que logró su máxima fama a finales de la década de 1990 con el sencillo «2 Times», el cual alcanzó la segunda ubicación en el Reino Unido.

## Biografía
Ann Lee nació en la ciudad de Sheffield, Inglaterra, siendo la pequeña de 7 hermanos en el seno de una familia de clase media. Vivieron juntos en una casa grande gracias a que sus padres trabajaron en una fábrica y en una tienda respectivamente.  
Aprendió a cantar desde niña en la privacidad de su hogar escuchando los discos de sus hermanos y de su padre, quien fue un amante de la música clásica. Su lugar favorito para cantar en aquella época fue el baño porque aseguró; "la pared y los azulejos crean una mezcla perfecta con la acústica de la voz".   
Comenzó su carrera en Italia después de un viaje vacacional que por algunas circunstancias la obligaron a estar más tiempo de lo que tenía previsto. Definitivamente decidió quedarse e iniciarse profesionalmente por necesidad económica, ya que en aquel momento no tenía un trabajo estable para poder mantenerse. Actuó en una orquesta hasta ser descubierta en una discoteca por el cantante Ken Laszlo, quien quedó fascinado con su voz y la animó a presentarse a una audición en un estudio de grabación, donde trabajaban unos productores italianos que buscaban nuevos talentos. Le dieron su primer contrato gracias a su habilidad vocal y al hecho de que al ser inglesa, costaba menos tiempo y dinero, ya que se grababan muchas canciones (covers en su mayoría) con presupuestos ajustados en todos los estudios, además tenía la habilidad especial de aprender rápidamente las letras, por lo que se convirtió en cantante de sesión de estudio a principios de la década de los noventa, siendo la época más prolífera y exitosa.  
Inicialmente colaboró con músicos como Mauro Farina, Gino Caria, Sandro Oliva, Giancarlo Pasquini alias Dave Rodgers y muchos más. Su primer sencillo en solitario como Annerley Gordon fue "Sexy Boy-Sexy Toy" que vendió más de 100 mil copias en Japón.  
Ha publicado temas sobre todo de género Eurobeat y Eurodance bajo los pseudónimos de Anne, Anny, A.Gordon, Emma Gordon, Lolita, Virginelle, Annalise, Angelica, Charme, Carol Jane, Carol McDonald, Dana K, Karen Lover, Nuanda, Jo', Sabia, Sheila B, Suzy Lane, Lisa Gómez, Tiffany Jones, Ironya, Tina Ray, Verónica, Wienna, Wendy White entre otros.  
Ann también ha colaborado componiendo o cantando en numerosos proyectos de artistas como Spagna, Whigfield, Corona, In-Grid, Ally & Jo, Jenny Bee, Euroteam, T.H. Express, The Corporation, Madame Sisi, D.J. Miko, D.J. Space 'C, DJ Panda, Texture, A. Kay-B.J., Bandido, Fruit Of Juice, Lalene, J.K., Housecream entre otros. Además ha trabajado en varios sellos discográficos como A.Beat-C Records, Avex Trax, S.A.I.F.A.M., DWA, ZYX Music, Off Limits o X-Energy Records.  
En 1992 formó parte del proyecto musical Whigfield, con gran éxito internacional gracias a la famosa canción "Saturday Night".                El proyecto fue creado por los productores Alfredo Larry Pignagnoli, Davide Riva y Ann, quien aportó muchas letras y voz principal en todos los sencillos de los cinco primeros álbumes de estudio, aunque no quiso ser la imagen por diversos motivos, colaboró hasta en la recopilación (All In One) donde se volverían a grabar sus mayores éxitos como; "Think Of You, Close To You, Sexy Eyes, Was A Time" entre otros. El disco contó con nueva producción musical y 2 temas inéditos "Rainbow" y "Right In The Night" versión del clasico de Jam & Spoon. Durante las grabaciones de sus discos participaron numerosos artistas como; Paul Sears, Daniela Galli (Dhany) Marco Soncini (Pochill) Benassi Bros o la exmodelo danesa Sannie Carlson, quien tomó el nombre artístico, siendo la imagen promocional y a partir de 2011 vocalista principal. Como curiosidad al inicio de su carrera, Sannie, aseguraba en diversas entrevistas que el nombre artístico era en honor a su profesora de piano, llamada Emma Whigfield, algo que nunca se pudo demostrar. Después de varios años la verdadera procedencia del nombre artístico fue desvelado por Annerley, en una cuenta oficial donde publicó una dedicatoria con una foto de su propia madre, Gwendoline Wighfield, a quien su familia llamaba cariñosamente "the Queen Bee" y "Whiggy" por lo que el nombre fue inspirado en su honor.  
En 1993 formó parte de otro proyecto importante en su carrera llamado Corona, donde participó escribiendo y componiendo algunos sencillos junto al cantautor, compositor y productor Francesco Bontempi más conocido como Lee Marrow (con quién ya había colaborado en el sencillo Try Me Out) bajo el pseudónimo de Charme, que más tarde se volvería a grabar en esta ocasión para Corona, con la voz de la cantante Sandy Chambers. Junto a Giorgio Theo Spagna, Francesco Alberti entre otros artistas crearon éxitos como la famosa canción "The Rhythm of the Night" en la cual Ann participó como coautora, consiguiendo varios premios a lo largo de más de 30 años como el doble premio Ascap, que recibieron en 2021 gracias al éxito de la versión de estilo Dembow llamada "Ritmo (Bad Boys for Life)" producida en el 2019 y interpretada por la famosa banda estadounidense, Black Eyed Peas y el cantante, productor colombiano J Balvin. Además para el sencillo utilizaron el sample vocal original de la cantante Jenny B., quien interpretó el mayor hit de Corona en los 90. 
En 1994 Ann participó junto a la cantante Domino y Jennifer Batten (guitarrista de Michael Jackson) en el festival Avex Rave '94 Tokyo Dome, en la ciudad de Tokio, Japón, dando su primer concierto ante más de 60.000 personas.                              
En ese mismo año colabora en T.H. Express, proyecto musical que fue creado en la compañía discográfica francesa Ramdam Factory, en colaboración con los compositores Mauro Farina y Giuliano Crivellente, componentes de la famosa banda de Italo dance, Radiorama y fundadores de la discográfica S.A.I.F.A.M. en 1981. Ambos artistas se unieron al músico y compositor Fabio Serra y contratáron a los modelos y bailarines franceses Fauve y Ramses para promocionar su música. Ann participó como corista de los sencillos y voz principal en el tema "(I'm) On Your Side" junto al rapero Moe, el resto de temas como "Missing In The Rain" o "Love 4 Liberty" incluidos en el álbum de título "Love 4 Liberty The Album" fueron interpretados por el rapero Daniel Sous y la cantante británica Jackie Bodimead, vocalista principal que además colaboró en numerosos proyectos como en su primera banda, Canis Major (junto a su hermano el cantante y guitarrista Tony Bodimead). Radiorama, A. Kay-B.J., Alisha, Housecream, D.J. Space 'C, D.J. Miko, fueron otras de sus colaboraciones, al igual que en los 80s en la banda británica de Heavy metal (Girlschool).                                          
En 1995 formó parte del proyecto Ally & Jo, producido por Larry Pignagnoli y Davide Riva. La idea inicial era formar un dúo musical donde la vocalista principal Annerley, adoptaría el pseudónimo de Ally, abreviación de su nombre y como comúnmente sus hermanas la llamaban desde su infancia. Se realizó un casting para buscar la imagen de una chica con físico similar, misma estatura y pelo oscuro para las sesiones de fotos que luego aparecerían en las portadas de los discos, finalmente Ally eligió a Jo, una bailarina y modelo de temperamento alegre que trabajaba fuera de Italia. Se lanzaron cuatro sencillos bajo el nombre de Ally & Jo; el primero titulado "The Lion Sleeps Tonight" cover del clásico de The Tokens de 1961 y de la música popular africana de 1939, además tuvo la participación de la cantante Antonella Pepe. El segundo sencillo fue "Holding You" lanzado en 1996, de nuevo con la participación de Antonella Pepe, seguido por "Nasty Girl" con la participación de la cantante Daniela Galli en 1997, y el último titulado "In The Zodiac (Stars Say You'll Be Mine)" que previamente tenía otra versión con diferente letra titulada "Be Mine" la cual era una demo para el segundo álbum de Whigfield que finalmente quedó descartada. El sencillo tuvo la participación de la cantante Samantha Boni, a principios de 1998, año que el proyecto fue abandonado. Todos los sencillos se publicaron como maxisencillo, pero no se lanzó vídeo oficial de ningún tema y tampoco hubo actuaciones en vivo. 
En 1998 lanza su primer sencillo bajo el nombre de Ann Lee titulado "2 Times" tema que la hiciera famosa alrededor del mundo, convirtiéndose en una de las canciones más escuchadas de a finales de los noventa, considerada actualmente como un icono de la escena Eurodance y todo un clásico de la música electrónica.  "2 Times" se lanzó a nivel mundial a principios de 1999, el maxisencillo contaba con la versión original y la extendida, incluyendo los remixes de Masterboy, Gamba, Snapshot, Chooper y el Xmas Edit.  
A mediados de 1999 presenta su Álbum titulado "Dreams" con 11 canciones más un "Bonus track".   El disco tuvo éxito en países de Europa, Asia y Oceanía. Llegó al primer lugar de varias listas de ventas y contiene temas como "2 Times", "Voices", "Ring My Bell" "Come To Me" y "So Deep".              A finales de 1999 publica la canción "Voices" como segundo sencillo del álbum junto a un vídeo promocional, la canción no llegó a tener el mismo éxito que el primer sencillo "2 times" pero se convirtió rápidamente en una de las favoritas en Europa y América para inicios del 2000. El maxisencillo contaba con la versión original y la extendida, además de las versiones Snapshot, Bulletproof, G.Side, Funk J.a y Alterauin Remix.                       El tercer sencillo publicado fue "Ring My bell" cover de la canción original de Anita Ward de 1979, el tema se publicó junto a un vídeo promocional posicionándose en los primeros lugares en países de Europa y América gracias al remix realizado por el grupo italiano Eiffel 65 y al maxisencillo que contaba con excelentes remixes y versiones bailables de la canción. El cuarto y último sencillo oficial del álbum fue "So Deep" canción promocional que se lanzara a inicios del 2001, contó con un maxisencillo que incluye las versiones originales y Snapshot Radio, además de 3 remixes y versión extendida, la canción no contó con vídeo oficial.  
En 2003 presenta un nuevo sencillo titulado "No No No" publicado sólo en países de Europa, pero el cual obtuvo popularidad en varios países del mundo gracias al remix del DJ italiano Benny Benassi , la versión "Satisfaction Mix" contenía elementos de Tech-House, género popularizado por Benassi en ese año. La canción contó con un maxisencillo de 5 remixes, versión original y extendida, pero no contó con un vídeo oficial.                                                                                                                                                                                                        
En 2005 Ann compra una casa en estado de ruinas que se túvo que restaurar parcialmente en su residencia de Italia y da a luz a su primer y único hijo, Joshua.                       
En 2007 Ann Lee presenta su segundo Álbum titulado "So Alive" un disco con 11 canciones el cual no obtuvo relevancia a nivel mundial. Del disco se desprenden los sencillos "Catches Your Love" "Just An Hour"  y "Every Single Day" de los cuales solo se promocionó "Catches Your Love" con un maxisencillo, contando con el remix de DJ Favretto y 5 remixes pero sin contar con Video Oficial.  El tema "Just An Hour" es una versión aparentemente mejorada de su canción "No No No" conteniendo partes de la canción original de 2003. El álbum incluye 2 bonus Tracks: "Hold My Hand Tonight" y una nueva versión de su éxito "2 Times" a cargo de Ice Bergem y DJ Favretto, el cual se re-lanzara como promocional del nuevo álbum.  
"2 Times 2007" se editó en dos discos: "The Purple mixes" que contenía los remixes de F&A Factor Eecktro Remix, Funky Spice Remix y Minimal Chic 4 Big Room Mix. Y "The Green Mixes" que contenía los remixes de Ice Bergem Vs Favretto, Soundloverz Remix y una versión A cappella. 
A finales de 2009 reaparece junto a DJ Favretto con el sencillo "I Get The Feeling" lanzado en Italia, un tema Eurohouse que solo se promocionó en Europa, se editó un sencillo en CD donde se incluían la versión extendida y la a capela de la canción.
En 2010 Ann lee publica el sencillo "2 People" junto a DJ Favretto en un EP con 11 remixes. 
Tras varios años de descanso en la industria musical y después de trabajar como profesora de inglés para niños, regresa en 2019 en su canal oficial de Facebook, interactuando en streaming con otros artistas y con sus fanes, algo que más tarde también hizo en sus canales oficiales de Instagram y YouTube. En ese mismo año lanza el sencillo "Happy Happy Birthday" de JolyMoka. 
Desde el 2020 comenzó a publicar numerosos sencillos como Annerley, producidos principalmente en Italia y Países Bajos, colaborando en sellos discográficos como New Music International, Dave Rodgers Music, Eurodance Vibes o Raz Nitzan Music, como el famoso sencillo "L' Amour Toujours" de Gigi D'Agostino, versionado por el productor Roby Giordana (DJ Jump) donde Ann colabora con artistas como Nathalie Aarts, Neja, Haiducii, Kronos, DJ Maxwell, Rebh, Jack Mazzoni, Kim Lukas, Lady Helen, M-Violet, Regina, Karol Diac, Brothers, Luca B1 Piazzon, Emanuele Caponetto, DJ Samuel Kimkò y Luca Zeta. El sencillo se publicó en plataformas digitales donde los beneficios de la iniciativa fueron donados a (Scena Unita) el fondo de trabajadores de la música y el espectáculo afectados por las restricciones de la pandemia. 
En abril de 2021 se publica su tercer álbum en solitario y primero como Annerley, producido por Dave Rodgers y Federico Pasquini (hijo de Dave y Domino) titulado "I Am" regresando a sus orígenes musicales en el Eurobeat o como ella lo denomina; "mi primer amor". El disco que cuenta con 14 canciones se lanzó en formato digital y físico en edición limitada. 
En enero de 2023 se reedita sólo en formato digital su primer álbum titulado (Dreams Deluxe Edition) que incluye como Bonus tracks; "No No No" , "A Long Way to Go" con Pochill, remixes y un Dreams Megamix.
En agosto de 2024 se publica "Reflections" 22 temas en formato digital y una compilación doble que contiene 25 temas en formato físico de edición limitada, divididos en un álbum Rewind (temas inspirados en los años 90 y 80) y un álbum Forward (que contiene de todo, desde baladas hasta Trance). En este trabajo producido por Annerley, Mark Hoogkamer y Edwin Horeweg para el sello Eurodance Vibes, colaboran numerosos artistas como; Active State, Daydreamers, Fabio Ricci, Frank Among, Ken Stewart, May Bax, , Mykotank, , Nu.Ma , Paradiso 'Diso' Gilioli, Pirmaut, Raz Nitzan, Re:Mark, Riccardo Nanni, Samus Jay, Sandro Oliva, , Tesh, Veelantyne, Vincenzo Pinto, Will Dukster, Daniela Galli, Fabio Sarni, Iker Huitzi, Linda Rocco, Marcello D' Azzurro, Michael Priestas, Nunzio Marzulli, Sandy Chambers y Stacey Seedorf (Twenty 4 Seven).
El 4 de octubre de 2024 se lanza un nuevo remix del sencillo "2 Times" llevándolo de nuevo a las pistas de baile y producido por el dúo de hermanos greco-belgas Dimitri Vegas & Like Mike, el DJ productor estadounidense Steve Aoki y el DJ productor frances Sound Of Legend.

## Discografía

### Álbumes
- Dreams (1999) Ann Lee.
- So Alive (2007) Ann Lee.
- I Am (2021) Annerley.
- Reflections (2024) Annerley.

### Sencillos
- "2 Times" (1998)
- "Voices" (1999)
- "Ring My Bell" (2000)
- "So Deep" (2001)
- "No No No" (2003)
- "Catches Your Love" (2007)
- "I Get The Feeling (ft. Favretto)" (2009)
- "2 People" (2009)
- "Sound of the Sea" (Pochill) (2010)
- "A Long Way to Go" (Pochill) (2020)